# 日本統治時代の台湾の高等教育機関
日本統治時代の台湾の高等教育機関（にほんとうちじだいのたいわんのこうとうきょういくきかん）では、日本統治時代の台湾：1895年（明治28年）～1945年（昭和20年）における高等教育機関を一覧にする。
日本統治時代の台湾の高等教育機関は、1945年（昭和20年）に中華民国に編入された後もそのまま継承されたので、中華民国統治時代（1945年～現在）での経過も併せて掲載する。本記事において、日本統治時代は「戦前」、中華民国統治時代は「戦後」という略称を用いる。

## 帝国大学

### 戦前

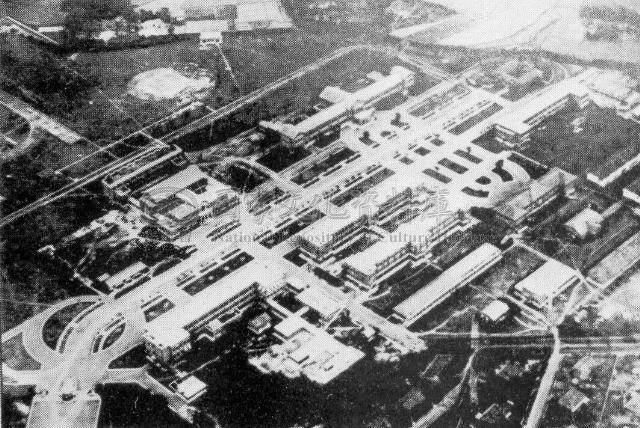
台北帝国大学（台北市富田町）

- 1928年（昭和3年）3月16日台北帝国大学設立。文政学部、理農学部設置。
- 1936年（昭和11年）1月1日医学部設置。
- 1939年（昭和14年）4月27日熱帯医学研究所附置。
- 1941年（昭和16年）4月4日予科設置
- 1943年（昭和18年）1月1日工学部設置。
- 1943年（昭和18年）3月13日南方人文研究所、南方資源科学研究所附置。
- 1943年（昭和18年）4月1日理農学部を理学部、農学部に分離。

### 戦後
- 1945年（昭和20年）11月15日中華民国に接収され国立台湾大学と改名。文政学部を文学院、法学院に分離。南方人文研究所を華南人文研究所と、南方資源科学研究所を華南資源科学研究所と、予科を先修班と改名。
- 1946年（昭和21年）11月16日華南人文研究所、華南資源科学研究所廃止。
- 1947年（昭和22年）8月先修班廃止。

## 旧制高等学校

### 戦前

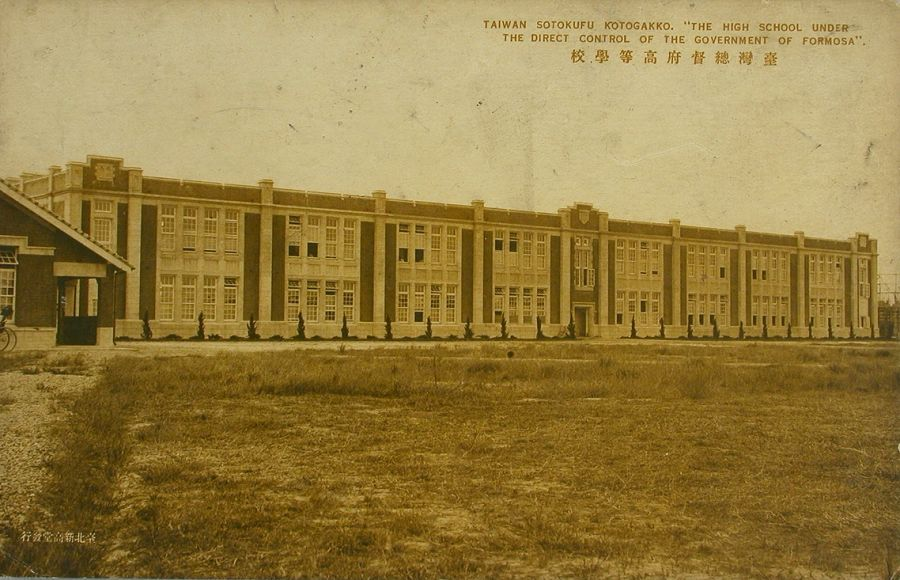
台北高等学校（台北市古亭町）

- 1922年（大正11年）4月1日台湾総督府高等学校設立。尋常科（修業年限4年）設置。
- 1925年（大正14年）文科・理科からなる高等科（修業年限3年）設置。
- 1927年（昭和2年）5月13日台湾総督府台北高等学校に改称。

### 戦後
- 1945年（昭和20年）10月中華民国に接収、台湾省立台北高級中学に改称。
- 1946年（昭和21年）6月5日台湾省立師範学院（単科大学）設置、台北高級中学は同学院に併設。
- 1949年（昭和24年）台北高級中学の学生の募集を停止。
- 1952年（昭和27年）台北高級中学の最後の卒業式。廃校。
- 1955年（昭和30年）台湾省立師範学院は台湾省立師範大学（教育系総合大学）に昇格、文学院・理学院・教育学院からなる。
- 1967年（昭和42年）台湾省立師範大学は国立へ移管され国立台湾師範大学と改名。
- 1982年（昭和57年）芸術学院設置。
- 1994年（平成6年）「教員育成法」（中国語: 師資培育法）公布により、公費師範コースの定員を徐々に減らし、一般大学に次第に移行する。[1]
- 1998年（平成10年）科技学院設置。
- 2001年（平成13年）運動と休閒学院設置。

## 工業専門学校

### 戦前

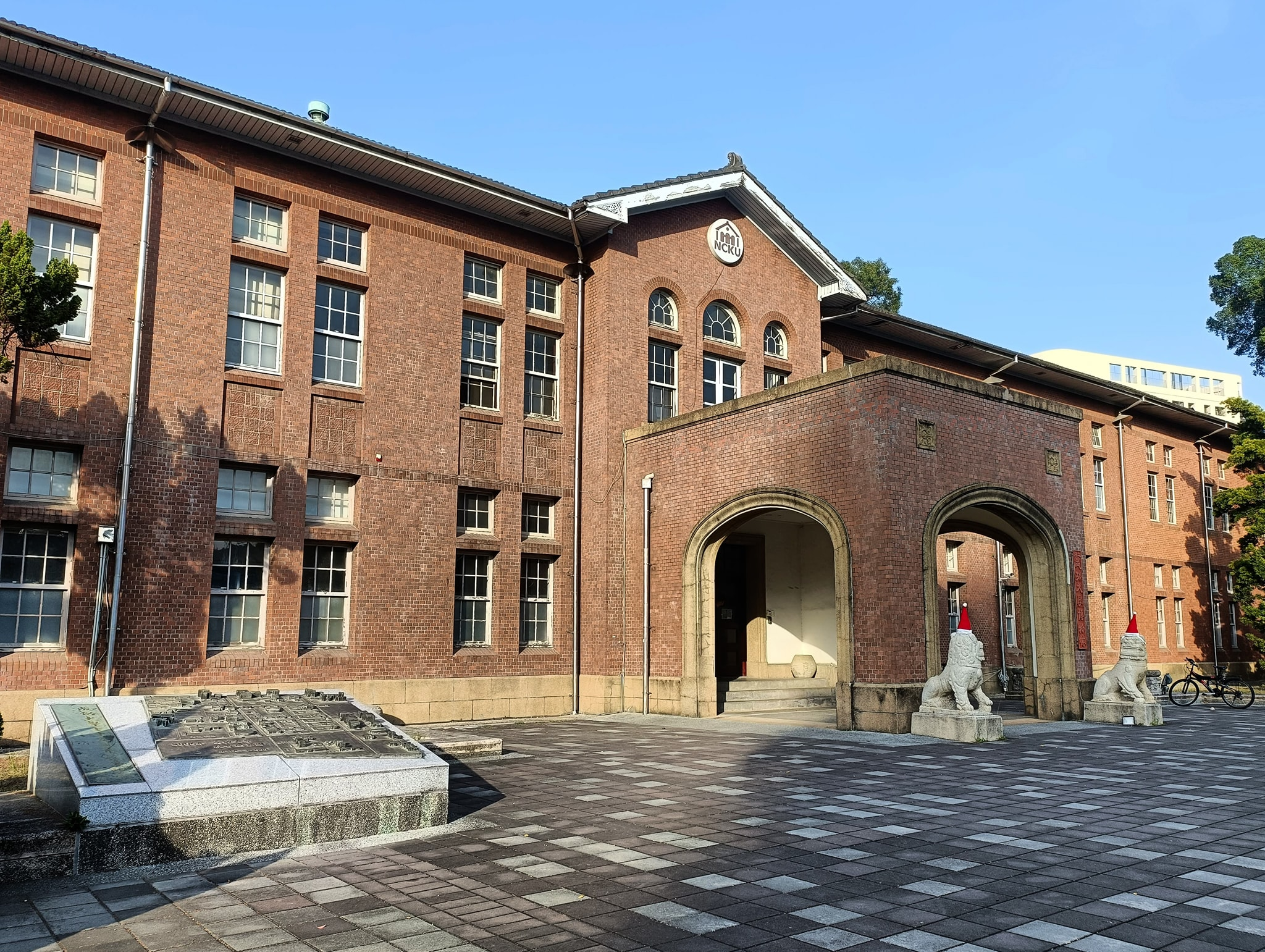
台南高等工業学校本館
（現・国立成功大学博物館）

- 1931年（昭和6年）1月15日台南高等工業学校（中国語版）設立、機械工学科・電気工学科・応用化学科設置。
- 1940年（昭和15年）3月30日電気化学科設置。
- 1944年（昭和19年）4月1日台南工業専門学校と改名、土木科・建築科設置。

### 戦後
- 1946年（昭和21年）3月1日中華民国に接収され台湾省立台南工業専科学校と改名。
- 1946年（昭和21年）10月15日台湾省立工学院（工科大学）に昇格。
- 1956年（昭和31年）台湾省立成功大学（総合大学）に昇格、工学院・商学院・文理学院からなる。
- 1969年（昭和44年）文理学院を文学院、理学院に分離。
- 1971年（昭和46年）国立へ移管され国立成功大学と改名。
- 1983年（昭和58年）医学院設置。
- 1997年（平成9年）社会科学院設置。
- 2003年（平成15年）電機資訊学院と規劃設計学院設置。
- 2005年（平成17年）生物科学與科技学院設置。

## 商業専門学校

### 戦前

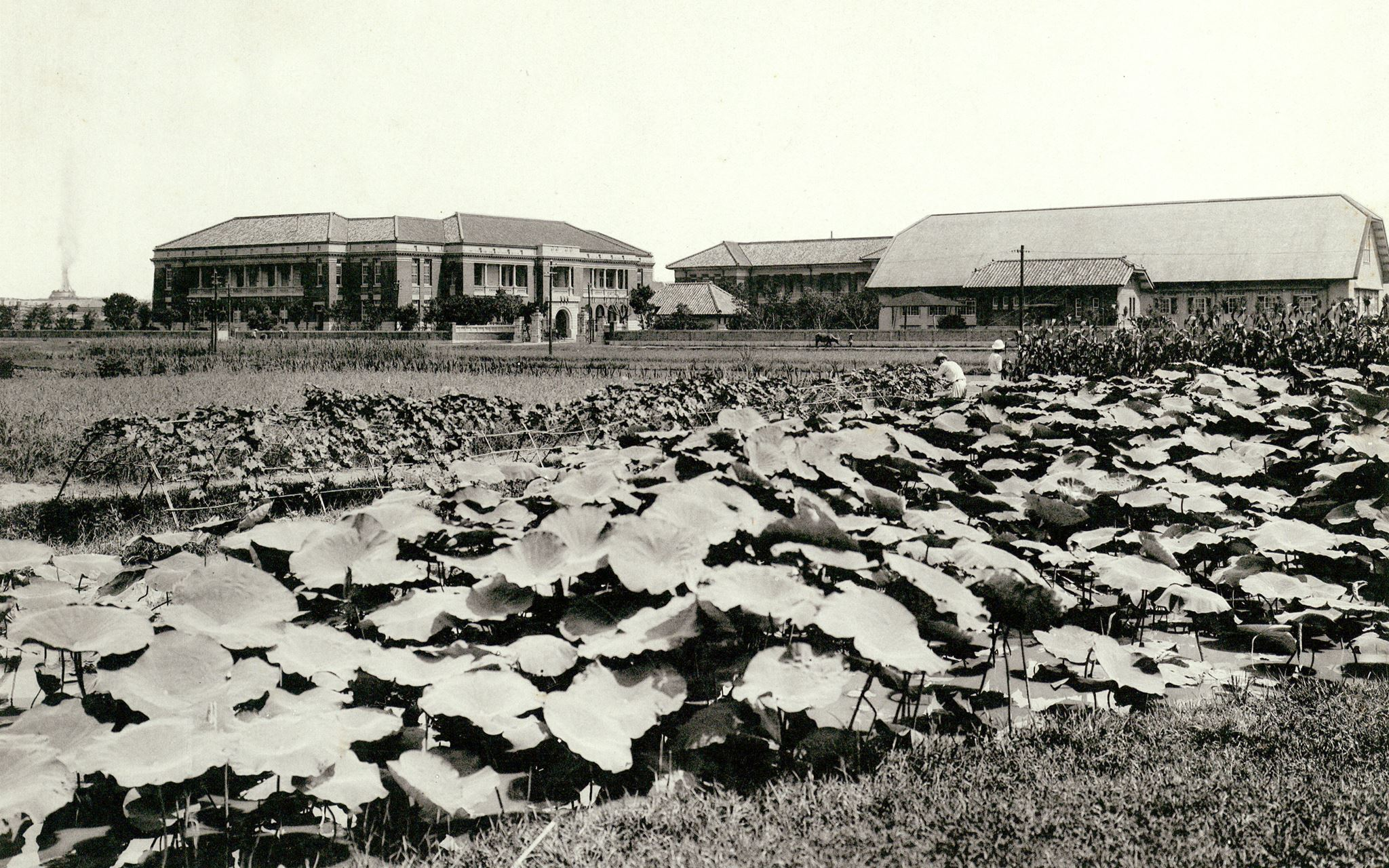
台北高等商業学校（台北市幸町、1928年）

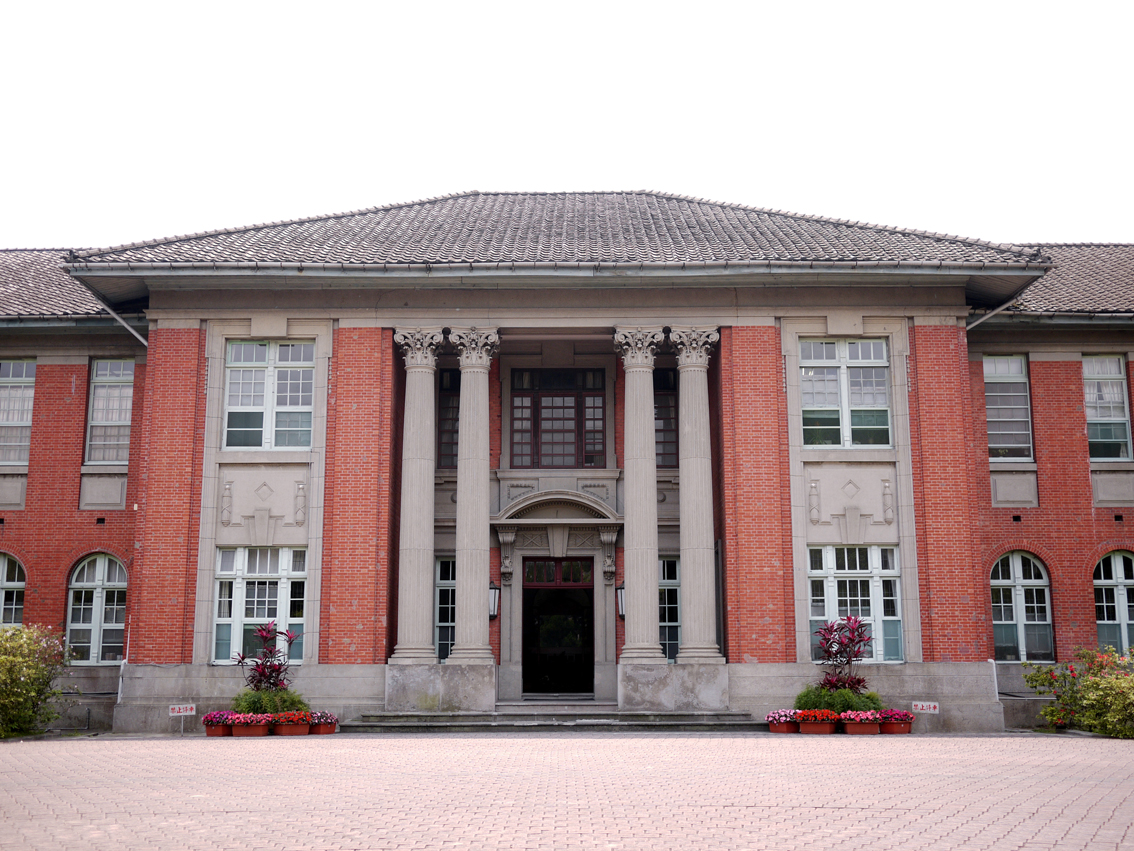
台湾総督府高等農林学校
（現・国立台湾大学本部棟）

- 1919年（大正8年）4月台湾総督府高等商業学校と台湾総督府商業専門学校設立。
- 1926年（大正15年）8月台湾総督府高等商業学校は台湾総督府台北高等商業学校と改名し(8月14日)、台湾総督府商業専門学校は台湾総督府台南高等商業学校となる。
- 1929年（昭和4年）3月台南高等商業学校は台北高等商業学校へ移管され台北高等商業学校台南分校と改名。
- 1930年（昭和5年）3月台北高等商業学校台南分校廃止。
- 1944年（昭和19年）台北高等商業学校は台北経済専門学校と改名。

### 戦後
- 1945年（昭和20年）中華民国に接収され台湾省立台北商業専科学校と改名。
- 1946年（昭和21年）9月台湾省立法商学院（商科大学）（台北大學の前身も「台灣省立法商學院」と称するが別の大学）に昇格。
- 1947年（昭和22年）1月7日台湾大学法学院へ移管され台湾大学法学院商学系（法学部商学科）と改名。
- 1987年（昭和62年）台湾大学法学院から分離、台湾大学管理学院に昇格。

## 医学専門学校

### 戦前

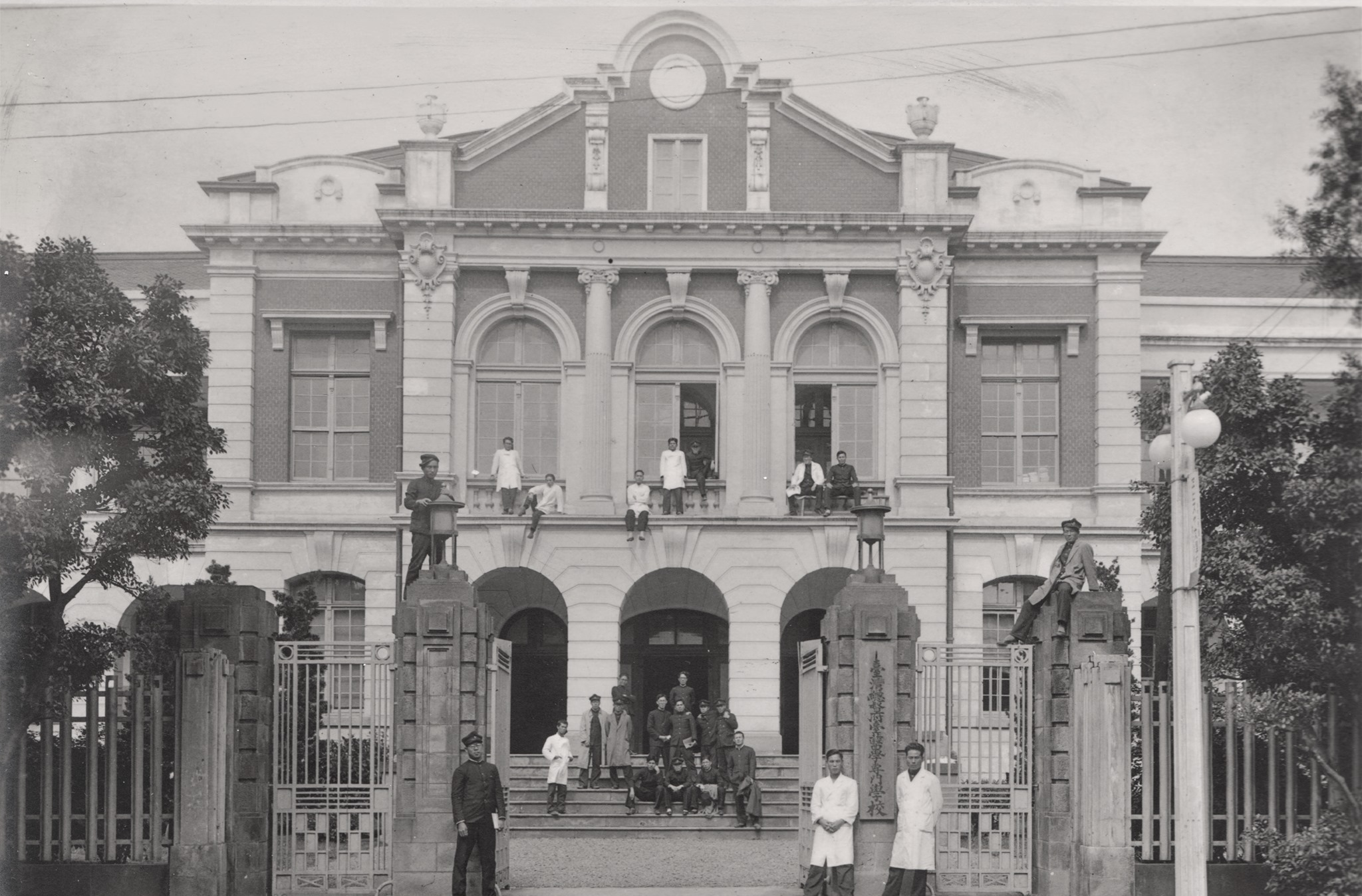
台北医学専門学校（台北市東門町、1930年代）

- 1899年（明治32年）3月31日台湾総督府医学校設立。
- 1918年（大正7年）4月2日台湾総督府医学校の専門部設立。
- 1918年（大正7年）7月24日専門部に熱帶医学の専攻科と同研究科設置。
- 1919年（大正8年）4月30日台湾総督府医学専門学校と改名。
- 1922年（大正11年）4月25日専門部と医学専門学校が併合。
- 1927年（昭和2年）5月13日台湾総督府台北医学専門学校と改名。
- 1936年（昭和11年）3月31日台北帝国大学へ移管され台北帝国大学附属医学専門部と改名。

### 戦後
- 1945年（昭和20年）台北帝国大学附属医学専門部一但廃止、1946年（昭和21年）3月台湾大学医学専修科として再設置。
- 1950年（昭和25年）台湾大学医学専修科廃止。

## 農林専門学校

### 戦前
- 1919年（大正8年）4月19日台湾総督府農林専門学校設立、農業科・林業科設置。
- 1920年（大正9年）3月16日台中演習林設置、6月2日台南演習林設置。
- 1922年（大正11年）4月1日台湾総督府高等農林学校と改名。
- 1927年（昭和2年）5月13日台湾総督府台北高等農林学校と改名。
- 1928年（昭和3年）4月1日台北帝国大学へ移管され台北帝国大学附属農林専門部と改名。
- 1938年（昭和13年）5月台北演習林設置。
- 1939年（昭和14年）農芸化学科設置。
- 1942年（昭和17年）4月台北帝国大学から分離、台湾総督府台中高等農林学校と改名。
- 1942年（昭和17年）10月台中へ移転。
- 1943年（昭和18年）4月1日台湾総督府台中農林専門学校と改名。

### 戦後
- 1945年（昭和20年）12月1日中華民国に接収され台湾省立台中農業専科学校と改名、台北演習林が文山林場と・台中演習林が東勢林場と・台南演習林が新化林場と改名。
- 1946年（昭和21年）9月1日台湾省立農学院（農科大学）に昇格。
- 1961年（昭和36年）台湾省立中興大学（総合大学）に昇格、理工学院・農学院設置。
- 1968年（昭和43年）文学院設置。
- 1971年（昭和46年）国立へ移管され国立中興大学と改名。
- 1988年（昭和63年）理工学院を工学院、理学院に分離。
- 1994年（平成6年）生命科学学院設置。
- 1999年（平成11年）獣医学院設置。
- 2000年（平成12年）社会科学と管理学院設置。

## 女子高等学院
- 1931年（昭和6年）4月私立台北女子高等学院設立。
- 1944年（昭和19年）廃校。

## 女子専門学校

### 戦前
- 1944年（昭和19年）私立台北女子専門学校設立、旧台北女子高等学院校舎を流用。

### 戦後
- 1946年（昭和21年）廃校、校舎は台北市立国語実験小学（前身は台北師範第三付属小学校）に流用。

## 関連書籍
- 鍾清漢 『日本植民地下における台湾教育史』 多賀出版、1993年 ISBN 4811532015